# Constantin Artachino
Constantin Artachino né le 7 novembre 1870 à Giurgiu et mort le 9 février 1954 à Bucarest, a été un peintre roumain d'origine kurde.